# Canthium spinosissimum
Canthium spinosissimum là một loài thực vật có hoa trong họ Thiến thảo. Loài này được Merr. mô tả khoa học đầu tiên năm 1932.